# Santa María de Guía de Gran Canaria
Santa María de Guía de Gran Canaria (kurz Guía) ist eine Stadt und eine Gemeinde auf der Kanarischen Insel Gran Canaria. Sie hat 14.135 Einwohner (Stand: 2024).

## Lage und Klima
Die Kleinstadt Santa María de Guía liegt im Norden Gran Canarias ca. 25 km (Fahrtstrecke) westlich von Las Palmas. Das Klima wird in hohem Maße vom Atlantik beeinflusst; Regen (ca. 200–300 mm/Jahr) fällt überwiegend im Winterhalbjahr.

## Bevölkerung
| Jahr      | 1857  | 1900  | 1950   | 2001   | 2022   |
| Einwohner | 3.855 | 5.247 | 11.851 | 13.893 | 13.838 |

Der Großteil der Einwohner ist aus den Gemeinden im Süden der Insel zugewandert.

## Wirtschaft
In der Gemeinde Santa María de Guía gibt es Obst- und Gemüseplantagen, aber es wird auch Viehzucht betrieben. Bedeutend ist die Milchwirtschaft. Eine durch die Herkunftsbezeichnung „D.O.P.“ geschützte Spezialität der Region ist der Queso de flor, ein Käse aus Kuh- oder Schafsmilch, für deren Gerinnung Distelblüten Verwendung finden, was ihm einen typischen herben Geschmack verleiht. Ein weiterer wichtiger Wirtschaftszweig ist das Kunsthandwerk. In der Stadt werden die Cuchillos Canarios, die kanarischen Messer, hergestellt, die sich durch besonders dünne Klingen und durch Einlegearbeiten reich verzierte Griffe auszeichnen.

## Geschichte
Bevor Santa María de Guía im Jahr 1526 eine selbständige Stadt wurde, war es ein wohlhabender Ortsteil von Gáldar. 1756 wurde hier der Bildhauer José Luján Pérez (1756–1815) geboren. Ein berühmter Gast war der französische Komponist Camille Saint-Saëns, der mehrmals in der Stadt überwinterte.

## Sehenswürdigkeiten
Der historische Stadtkern gehört zu den am besten erhaltenen auf Gran Canaria; er wurde im Jahr 1982 unter Denkmalschutz gestellt. Das älteste Haus ist die im kanarischen Stil des 16. Jahrhunderts erbaute Casa Quintana. Ihm gegenüber steht die aus dem 18. Jahrhundert stammende spätbarocke Pfarrkirche mit neoklassizistischen Türmen, in der einige Skulpturen des Bildhauers José Luján Pérez zu finden sind. Bemerkenswert ist auch die Kirche San Roque im oberen Teil der Altstadt.
Umgebung
In der Umgebung befindet sich der Cenobio de Valerón, eine archäologische Fundstätte. In einem halbrunden Tuffsteinabbruch haben  die Canarios ein System aus etwa 300 in den Stein gegrabenen Kammern geschaffen, das ihnen als Speicher für Getreide und andere lebenswichtige Güter diente.

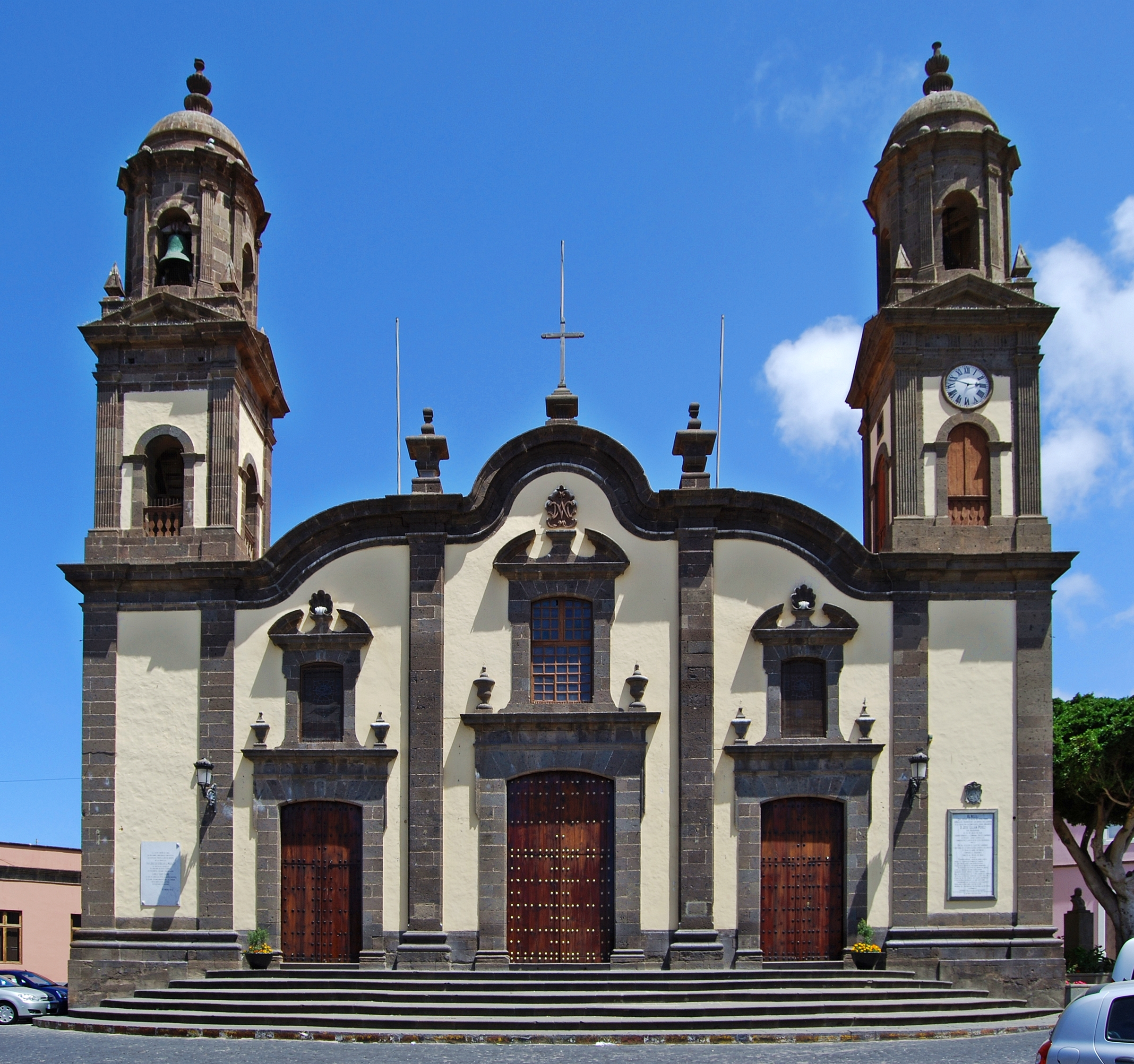
Pfarrkirche
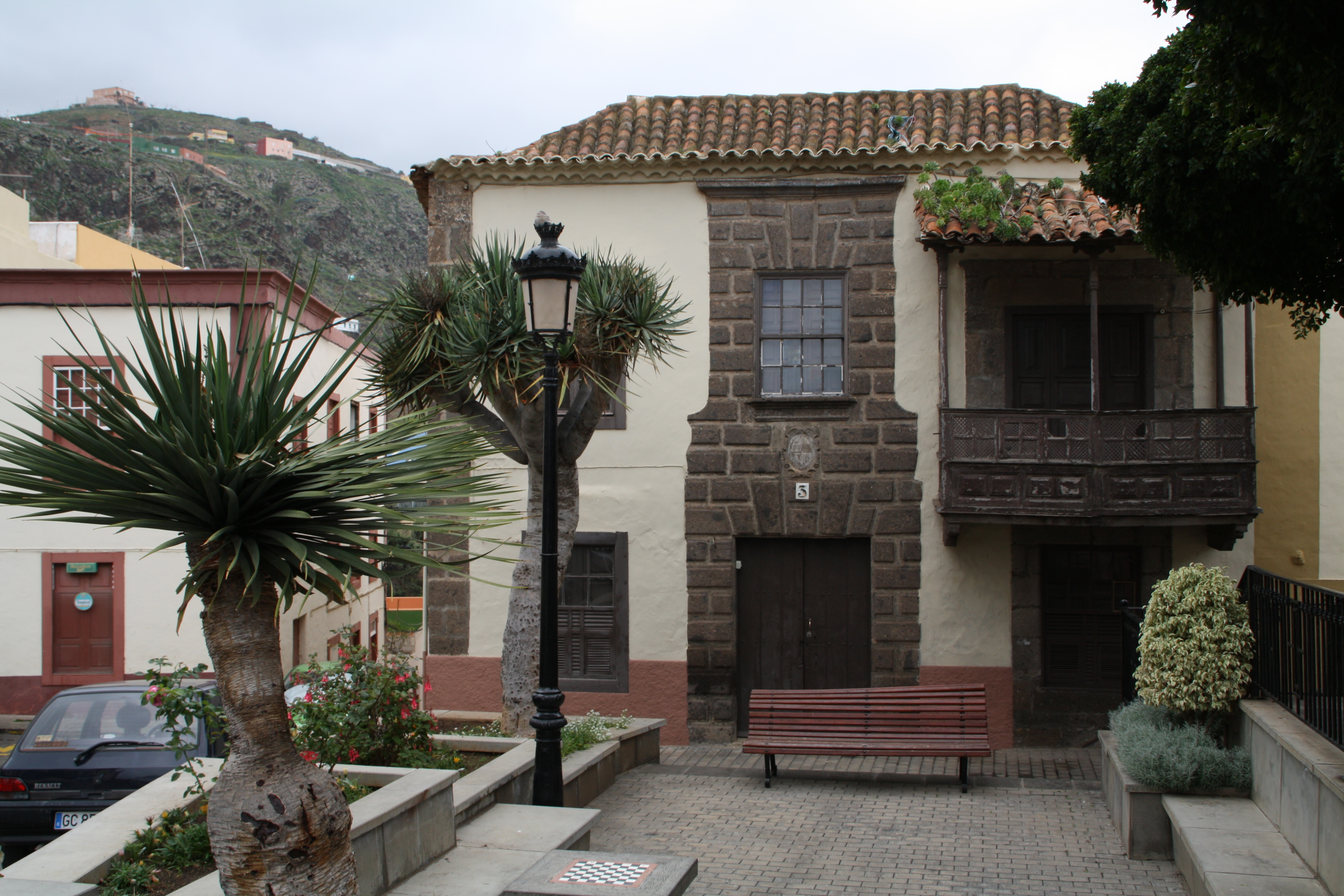
Casa de Quintana
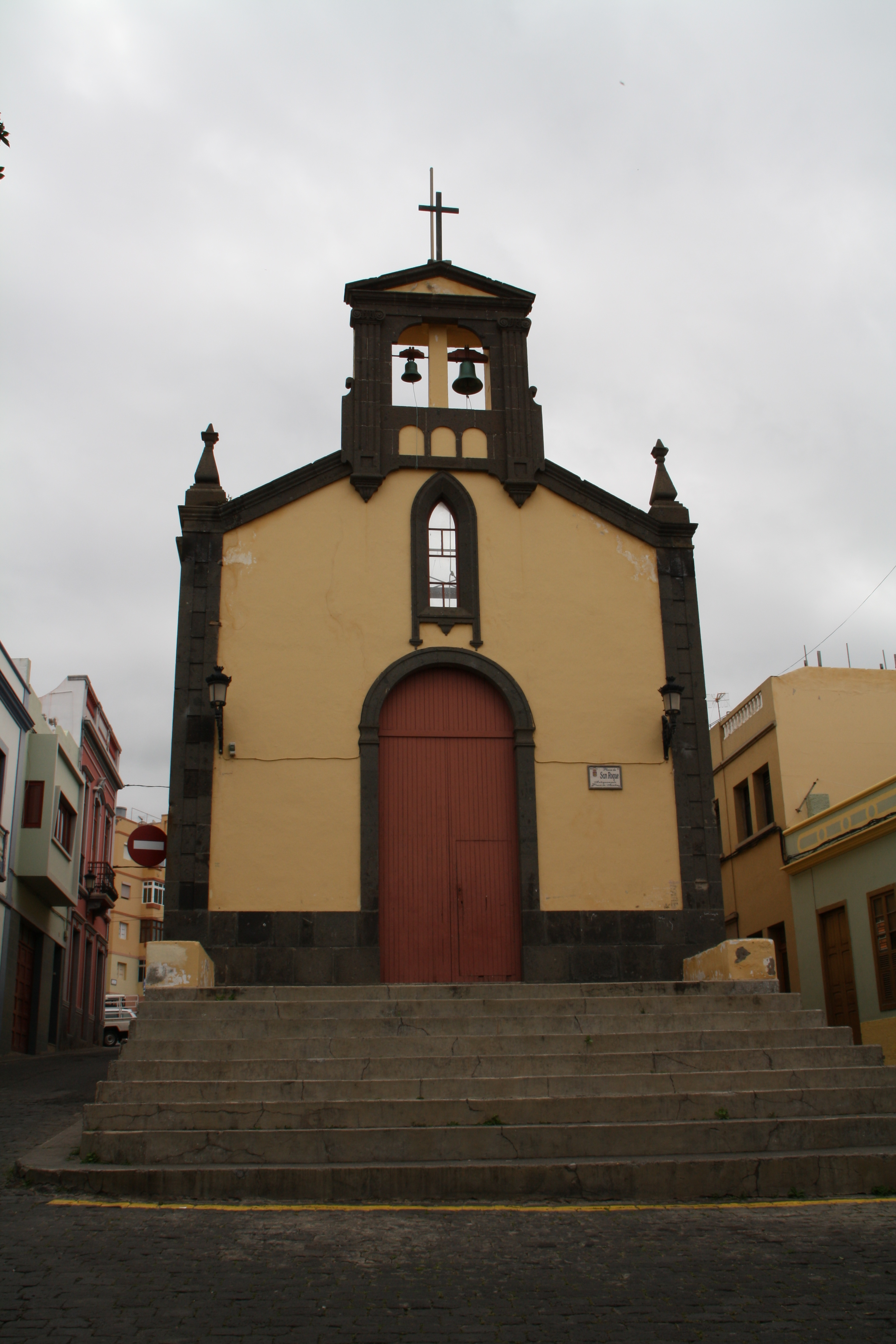
San Roque
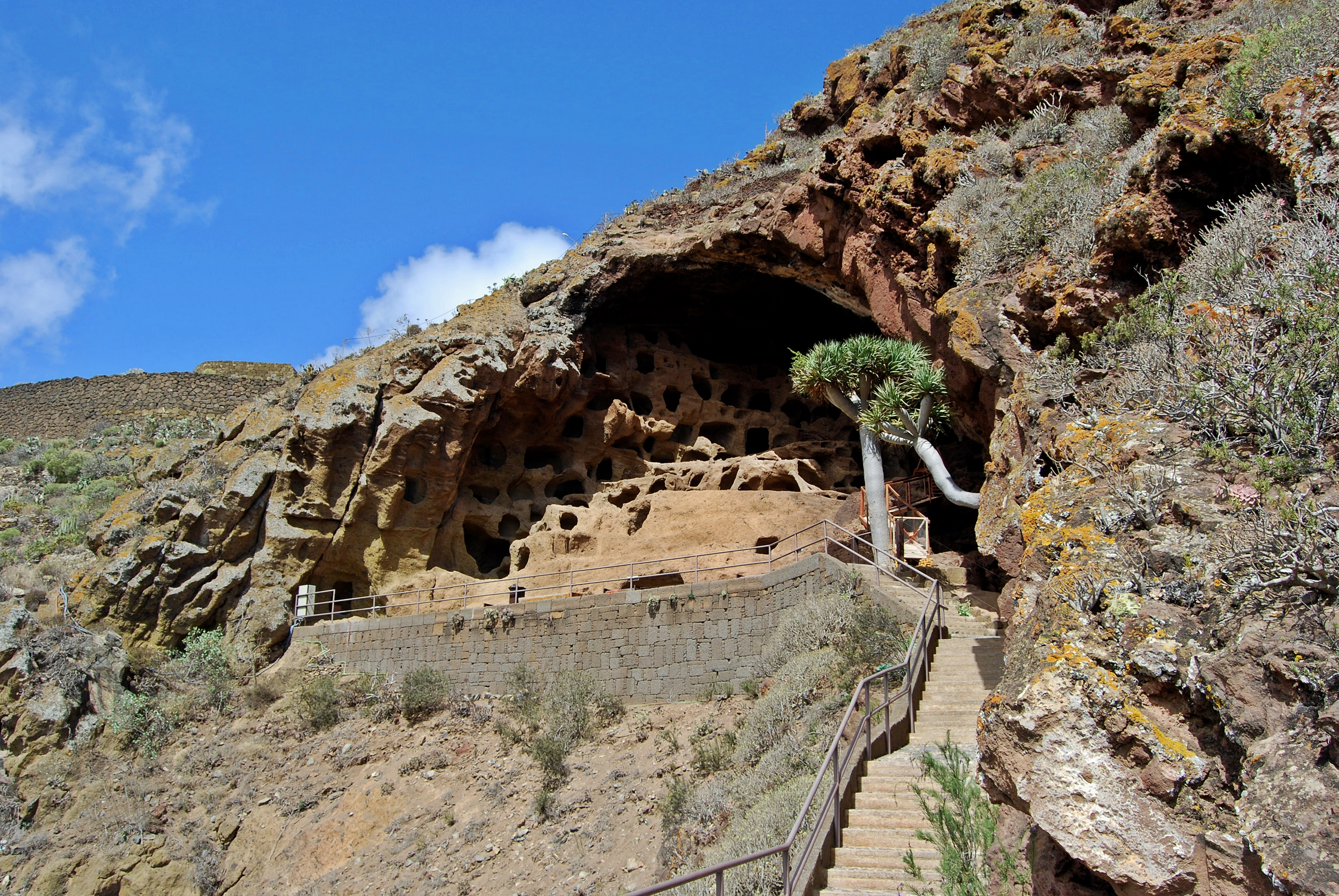
Cenobio de Valerón